# Kostel Všech svatých (Lázně Bělohrad)
Kostel Všech svatých v Lázních Bělohradě je římskokatolický farní kostel farnosti Lázně Bělohrad. Je chráněn od 3. května 1958 jako kulturní památka České republiky. Orientovaný kostel stojí při výjezdu z Lázní Bělohrad směrem k Hořicím, nedaleko Fričova muzea. Je jednou z dominant města.

## Historie
Původní, (podle ústní tradice dřevěný) gotický kostel je zmiňován jako farní v roce 1360. Jeho patronem byl v letech 1354-1364 Bořek Poličanský, sídlící na Koštofranku. Původně byl filiální ke Svatojanskému Újezdu. Sloužil spolehlivě až do počátku 17. století, kdy za třicetileté války hodně zpustl. Dochovala se z něj pěkná cínová křtitelnice s podobami svatého Petra, svatého Pavla a svatého Jakuba z roku 1545. Řádný duchovní byl na faru dosazen opět 16. října 1659, byl jím administrátor Jiří Ignác Neuman, rodem z Litomyšle. Roku 1684 zdědil celé panství Berthold Vilém z Valdštějna. Současný barokní kostel byl vystavěn v letech 1689-1700. Dne 1. března 1721 byla znova "vyzvednuta fara" (obnovena farnost) a prezentovaný první novoveský farář Tobiáš Voříšek. Instalován byl (uveden do úřadu) 27. července 1721 Janem Václavem Chřepickým z Modlíškovic, kanovníkem Katedrální kapituly při chrámu Svatého Ducha v Hradci Králové. Kanovníkem J. V. Chřepickým, (který byl bratrem druhé ženy Jana Blažeje Santiniho Aichla) byla téhož dne také vysvěcena zámecká kaple sv. Jana Křtitele.

## Architektura
Kamenný kostel je v barokním slohu, ale vnitřní úprava je bez okázalé honosnosti. Celá stavba je 34 m dlouhá, 11 m široká a 19 m vysoká.

## Interiér
Za hlavním i bočními oltáři jsou freskami vytvořeny iluzivní apsidy. Freska za hlavním oltářem z roku 1788 je přisuzována Kramolínovi. Za bočními oltáři jsou malby z roku 1935 a byly vytvořeny Ateliérem církevního umění v Praze – Jaroslava Majora, rodáka z nedaleké Chotče. Obraz Všech svatých na hlavním oltáři je od akademického malíře Antonína Mühla, menší obraz Madony nad jižním bočním vchodem je od místního rodáka, akademického malíře Václava Březiny. Před hlavním oltářem je hrobka, založená Bertholdem Vilémem z Valdštejna, jehož znak ulitý z mosazi je vsazen v mramorové desce, na níž je nad erbem latinský nápis: "Miseremici mei, miseremini mei a pod znakem: Saltem vos amici mei." (Slitujte se nade mnou aspoň vy, přátelé moji.) Po levé straně je vytesáno: UNUM DEBETUR IURE – Jedno se musí podle práva, na straně protější potom: ALTERUM COMPETIT USUI – Druhé přísluší obyčeji.

## Okolí kostela
Ve výklenku zahradní zdi je socha sv. Blažeje a po levé straně schodiště směrem ke kostelu stojí socha sv. Václava z roku 1774. Kostel obklopuje hřbitov s kamennou zídku, u kostela je vystavěná i fara.

## Bohoslužby
Pravidelné bohoslužby se konají v neděli od 9.00 a v úterý, ve čtvrtek a v pátek od 18.00.